# Quadrature du cercle

Le carré de côté a la même aire que le cercle de rayon 1.

La quadrature du cercle est un problème classique de mathématiques apparaissant en géométrie. Il fait partie des trois grands problèmes de l'Antiquité, avec la trisection de l'angle et la duplication du cube.
Le problème consiste à construire un carré de même aire qu'un disque donné à l'aide d'une règle et d'un compas (voir Nombre constructible).
La quadrature du cercle nécessiterait la construction à la règle et au compas de la racine carrée du nombre π, ce qui est impossible en raison de la transcendance de π. Ne sont constructibles que certains nombres algébriques.
Ce problème impossible à résoudre a donné naissance à l'expression « chercher la quadrature du cercle », qui signifie tenter de résoudre un problème insoluble.
De plus, ce problème mathématique est celui qui a résisté le plus longtemps aux mathématiciens. Ils ont mis plus de trois millénaires à étudier le problème, reconnu comme insoluble par Ferdinand von Lindemann en 1882.

## Histoire

### Orient antique

La construction égyptienne d'après le papyrus Rhind.

Les civilisations agraires de l'Orient ancien disposaient de méthodes empiriques d'estimation des surfaces circulaires. Ainsi l'un des problèmes donnés comme résolus par le papyrus Rhind, rédigé vers 1650 av. J.-C., donne le carré de côté 8 comme de même surface qu'un cercle de diamètre 9, ce qui revient à prendre pour le nombre π la valeur approchée 3 + 1⁄9 + 1⁄27 + 1⁄81 = 3,16… De telles méthodes étaient le fruit d'une longue pratique, et suffisaient aux hommes de ce temps : on ne faisait alors pas encore la distinction entre connaissance utile et connaissance exacte.
La démarche hypothético-déductive, qui substitua aux recueils de problèmes résolus des énoncés démontrés à partir de quelques propriétés prises comme axiomes, ne s'est imposée en mathématiques qu'à partir du VIe siècle av. J.-C., et encore uniquement dans le monde grec. Déjà apparente dans les raisonnements attribués à Thalès de Milet, elle est clairement élevée au rang de méthode avec Pythagore de Samos et l’École pythagoricienne. La découverte, au tournant du VIe au Ve siècle av. J.-C., de segments incommensurables entre eux, attribuée au présumé pythagoricien Hippase de Métaponte, avait prouvé qu'il existe des objets constructibles qui ne sont pas une fraction simple d'entiers : par exemple, la diagonale d'un carré n'est pas une fraction simple du côté du carré. Il suivit de là que l'arithmétique fut reléguée chez les Grecs au second plan derrière la géométrie : pour décider de l'égalité de deux rapports de longueurs, on s'en remit désormais aux constructions géométriques, c'est-à-dire à la comparaison de figures, et à la décomposition des surfaces en triangles rectangles ou en carrés. Les trois grands problèmes classiques de construction géométriques naissent au Ve siècle av. J.-C. : ce sont la quadrature du cercle, la trisection de l'angle et le « problème délien » de la duplication du cube.
L’obligation de donner une construction à la règle et au compas ne s’imposa pas d’emblée : les sophistes découvrirent en effet assez vite aux trois problèmes classiques des solutions constructives qui utilisaient d’autres instruments. Mais en l’espace d’un siècle, le principe s’établit chez les géomètres de se limiter à l’emploi d'instruments imposés pour la construction. À l’époque de Pappus d'Alexandrie, l'injonction de la construction à la règle et au compas s'était en tout cas définitivement généralisée.

### Grèce antique
L’un des premiers à signaler l’antiquité de ce problème est l’écrivain grec Plutarque, lequel rapporte que c’est le philosophe Anaxagore, emprisonné, qui aurait énoncé (ou dessiné : ἔγραφε dans le texte) la quadrature du cercle, mais il ne dit rien de plus sur la construction d’Anaxagore. La détention d’Anaxagore à Athènes pour « impiété » est placée généralement aux alentours de l’an 430 av. J.-C., date assurée de sa fuite en exil. Les sources les plus complètes sur les origines de cette énigme se trouvent surtout dans des commentaires tardifs des œuvres d’Aristote, autrement dit des écrits postérieurs de 900 ans aux événements : l’ordre dans lequel les travaux se sont effectués, et le cheminement des idées sont donc d’autant plus incertains. Les travaux les plus considérables du Ve siècle av. J.-C. sont d’Hippocrate de Chios, Antiphon, Bryson d’Héraclée et Hippias d'Élis.

La lunule d’Hippocrate : la surface de la lunule (en grisé) est égale à celle du triangle rectangle ABC.

Le pavage d’un polygone en triangles rectangles, le calcul de la surface du triangle rectangle ou la construction d’un carré contenant deux carrés donnés étaient devenus élémentaires lorsque, vers 440 av. J.-C., Hippocrate de Chios fit cette découverte fondamentale que même certaines lignes courbes fermées peuvent être quarrées exactement. Partant de l’axiome selon lequel les surfaces de deux segments circulaires sont dans le même rapport que les carrés de leurs cordes, il construisit une surface exactement quarrable et dont les contours sont des arcs de cercle : la lunule d’Hippocrate. Cette découverte ne signifiait pourtant nullement que la quadrature du cercle était en vue, car seules des lunules particulières (celles construites sur le côté d'un carré) sont exactement quarrables.
Puisque l'on peut effectuer un pavage exact du carré par des triangles (et donc des polygones quelconques), une deuxième voie consista à rechercher des polygones de même surface que le cercle. Antiphon eut l'idée d'approcher le périmètre du cercle par celui de polygones réguliers inscrits dont le nombre de côtés allait croissant. Bryson d’Héraclée affina ce procédé en encadrant le cercle à la fois par des polygones inscrits et circonscrits, et en retenant à chaque fois la valeur moyenne.
Hippias d’Élis avait imaginé, vers 425 av. J.-C., de diviser un angle donné quelconque en trois au moyen d'une courbe auxiliaire, décrite par composition d'un mouvement rectiligne uniforme avec un mouvement circulaire uniforme. Il fallut toutefois attendre plus d'un siècle pour que Dinostrate découvre qu'il était possible, avec cette même courbe, la quadratrice, de construire un segment de longueur 2/π et de là, par diverses transformations géométriques élémentaires, de construire un carré de surface π. Mais comme il est impossible de construire la quadratrice à la règle et au compas (courbe dite « transcendante »), cette solution ne peut être reçue comme « géométrique,. » 

#### Découvertes d'Archimède

Quadrature du cercle à l'aide d'une spirale auxiliaire : soit O le centre de la spirale et A le point de cette courbe après une révolution complète. Soit B l'intersection de la tangente en ce point avec la perpendiculaire à OA. Archimède annonce que si le segment BO est égal au périmètre du cercle de rayon OA, la surface du cercle en rouge est égale à la surface du triangle en bleu.

Le traité d’Archimède intitulé De la mesure du cercle est parvenu complet jusqu'à nous. Archimède démontre dans ce traité les trois propriétés suivantes :
- la surface d'un cercle est égale à la surface du triangle rectangle dont les côtés de l'angle droit sont : l’un, le rayon du cercle ; l’autre, le périmètre. La surface du cercle est alors : rayon × périmètre / 2 ;
- la surface du cercle est avec le carré de son diamètre dans un rapport d'environ 11⁄14 ;
- le rapport du périmètre au diamètre du cercle est compris entre 3 + 10⁄71 et 3 + 10⁄70.

Le premier théorème résout la quadrature du cercle par la rectification du périmètre d'un cercle de rayon donné et la ramène finalement à la construction d'un segment de longueur π. Archimède, avec le troisième théorème, fournit une valeur à la fois simple (22/7) et suffisamment précise (≈ 3,143) pour les applications courantes. Le deuxième théorème est un corollaire des deux autres ; quant au fait que la surface d'un cercle soit proportionnelle au carré de son diamètre, cela était déjà connu d’Euclide ; Archimède ne fait ici que préciser le coefficient de proportionnalité.
Pour démontrer ses trois énoncés, Archimède recourt à l'idée de son prédécesseur Bryson : cerner le cercle par des polygones inscrits et circonscrits en multipliant les points de contact. Partant d'un hexagone inscrit et du triangle (équilatéral) circonscrit, Archimède parvient par duplications successives du nombre de côtés à enserrer le cercle entre deux polygones de 96 côtés chacun. Un calcul remarquable des racines carrées qui interviennent dans les relations géométriques obtenues donne les trois rapports annoncés.
Dans un autre traité intitulé Des spirales, Archimède décrit la construction de ce que nous appelons aujourd'hui une spirale d'Archimède, et qui comme la quadratrice d’Hippias est engendrée par la composition d'un mouvement rectiligne uniforme et d'un mouvement circulaire uniforme. Il montre que la construction d'une tangente à cette spirale permet de rectifier exactement le périmètre d'un cercle. Plusieurs commentateurs voient là une quadrature complète du cercle, mais Archimède ne la revendique pas lui-même comme telle : pas plus que la quadratrice, ni la spirale, ni sa tangente ne sont constructibles à la règle et au compas.

### Moyen Âge

La quadrature proposée par Francon de Liège: diviser le cercle en 44 secteurs, puis les recoller pour recomposer un rectangle.

Le regain d'intérêt pour les mathématiques de l'Antiquité dans l'Europe chrétienne du XIe siècle s'accompagna de spéculations originales sur la quadrature du cercle, qui cependant ne firent guère avancer sa solution. On peut même s'étonner rétrospectivement de ce qu’au Moyen Âge, l'approximation d'Archimède pour le nombre π, à savoir 22⁄7, ait pu être considérée comme exacte.
L'un des premiers auteurs de cette période à s'intéresser au problème de la quadrature du cercle fut Francon de Liège. Son traité De quadratura circuli parut vers 1050. Francon expose d'abord trois solutions qu'il considère comme fautives. Les deux premières donnent, pour le côté du carré cherché, la valeur 7⁄8, et pour sa diagonale 10⁄8 du diamètre du cercle, ce qui correspond à des approximations médiocres pour π (3 + 1⁄16 et 3 + 1⁄8 resp.). La troisième méthode présuppose la rectification du cercle.
La solution de Francon s'applique à un cercle de diamètre 14. Selon cet auteur, la surface est dans ce cas exactement de 72 × 22⁄7 = 154. Si la méthode de Francon ne donne pas le moyen de calculer le côté du carré cherché (car la racine carrée de 22⁄7 est irrationnelle), elle permet déjà de le construire. Pour cela, il divise le cercle en 44 secteurs égaux qui, recollés, forment un rectangle de 11 par 14 de côté. Cela dit, Francon n'explique pas comment il obtient le résultat-clef de son raisonnement, à savoir l'assimilation des secteurs de cercle à des triangles rectangles de côtés de longueur 1 et 7. Le fait qu'il échoue finalement à transformer son rectangle en un véritable carré n'est pas non plus très concluant. Visiblement, Francon n'était guère familier des méthodes des Anciens transmises jusqu'à son époque.
Les traités scolastiques postérieurs s'inspirent plus ou moins de l'argumentation des auteurs classiques. Ce n'est qu'avec la diffusion des traductions en latin des traités d'Archimède, au Moyen Âge tardif, que l'on réalisa que 22⁄7 n'était qu'une valeur approchée et que les penseurs, comme Nicolas de Cues, se remirent à la quadrature du cercle. Ce dernier reprit l'idée d'encadrer le cercle par une suite de polygones inscrits et circonscrits à nombre de côtés croissant, mais au contraire d'Archimède il ne cherche pas à recouvrir la surface du cercle, mais à calculer le rayon du cercle circonscrit à un polygone de surface donnée.
Partant d'un triangle équilatéral, pris comme polygone régulier le plus simple, il augmente progressivement le nombre de côtés des autres polygones réguliers isopérimétriques jusqu'au cercle (défini comme un polygone d'un nombre infini de côtés), pour en chercher le rayon. Dans ces polygones, la différence de surface entre le cercle inscrit et le cercle circonscrit est extrême dans le triangle, puis s'amenuise dans le carré, etc., jusqu'au cercle où l'on peut considérer que le cercle inscrit et le cercle circonscrit coïncident. Selon Nicolas de Cues, il suffit de déterminer la proportion entre ces cercles, au moyen de leurs rayons, pour trouver le rapport entre la surface d'un cercle et celle d'un carré.
La valeur qu'il obtient par ce procédé (π = 3,1423) est en tout cas comprise entre les deux bornes données par Archimède. Les contributions de N. de Cues à ce problème donnent clairement des valeurs moins bonnes et Regiomontanus a dénoncé l'imprécision des calculs et qualifié le raisonnement de « philosophique, mais non pas mathématique. »

### De la «Nova cyclometria» à la «Quadrature arithmétique»
Les progrès accomplis en trigonométrie ainsi que le développement des méthodes analytiques modernes permirent à partir du XVIe siècle de pousser plus loin l’application de la méthode d'exhaustion d’Archimède.
Au XVIe siècle, Oronce Fine, Scaliger croient avoir démontré la quadrature ; Adrien Romain, le chevalier Errard de Bar le duc la leur refusent ; dans cette polémique, François Viète la décrète impossible. Le problème dépasse la sphère des mathématiques et l'on voit surgir des allusions à la quadrature dans des ouvrages ésotériques. Au XVIIe siècle, Grégoire de Saint-Vincent crut avoir résolu l'énigme de la quadrature : il exposa ses solutions dans un ouvrage de 1 000 pages.
Dans sa version primitive, la méthode d’Archimède consiste à inscrire et à circonscrire le cercle par des polygones. On affine l'encadrement en augmentant le nombre de côtés des polygones. Le géomètre néerlandais Snell (alias Snellius) découvrit en 1621 un encadrement remarquable pour la longueur d'arc sous-tendue par un polygone à 3×2n côtés, ne faisant intervenir que l'apothème et la corde du polygone (qui sont pour ces angles particuliers des grandeurs algébriques). Il ne put toutefois démontrer rigoureusement l'exactitude de cet encadrement ; il devait revenir à son compatriote Christiaan Huygens, 25 ans plus tard, d’appliquer cette idée et même de l'améliorer : Huygens a publié le fruit de cette étude dans un traité intitulé De circuli magnitudine inventa, qui contient également la démonstration de la propriété énoncée par Snell. Par une voie purement géométrique, Huygens encadrait si finement la surface entre le cercle et le polygone circonscrit qu'à nombre de côtés égal, il obtenait trois fois plus de décimales exactes qu'Archimède.
Avec Huyghens, les méthodes purement géométriques avaient épuisé leurs possibilités. Pour aller plus loin, il fallait désormais passer à des méthodes de calcul plus efficaces, telle la sommation de séries infinies, et notamment celles obtenues avec les développements limités des fonctions trigonométriques. Il est vrai que, dès la fin du XVIe siècle, François Viète était parvenu à exprimer π par un produit infini :
{\displaystyle {\frac {2}{\pi }}=\cos \left({\frac {90^{\circ }}{2}}\right)\times \cos \left({\frac {90^{\circ }}{4}}\right)\times \cos \left({\frac {90^{\circ }}{8}}\right)\times \cos \left({\frac {90^{\circ }}{16}}\right)\times \cdots \!={\sqrt {\frac {1}{2}}}\times {\sqrt {{\frac {1}{2}}\left(1+{\sqrt {\frac {1}{2}}}\right)}}\times {\sqrt {{\frac {1}{2}}\left(1+{\sqrt {{\frac {1}{2}}\left(1+{\sqrt {\frac {1}{2}}}\right)}}\right)}}\times \cdots \!}
mais sa formule converge lentement. John Wallis donna un développement en série plus simple, notamment parce qu'il ne fait intervenir que des sommes et des produits de fraction ; le premier président de la Royal Society, Lord Brouncker, donna une représentation de π sous forme de fraction continue généralisée. Mais le développement en série qui fut le plus utile pour le calcul de π fut de loin celui de la fonction arc tangente, découvert par Madhava et retrouvé trois siècles plus tard, indépendamment et quasi-simultanément, par James Gregory et G. W. Leibnitz. En effet, bien que cette série ne converge que lentement au point 1, elle converge rapidement en tout point plus petit, et se prête particulièrement bien à l'usage des opérations arithmétiques usuelles. Mais si l'on put, dès le début du XVIIIe siècle, calculer à l'aide de ce nouvel outil les 100 premières décimales exactes de π, ces techniques n'apportaient aucun élément nouveau pour la quadrature du cercle.
La « quadrature arithmétique » de Leibniz, trouvée en 1674, est une série alternée particulièrement simple :
{\displaystyle \pi ={\frac {4}{1}}-{\frac {4}{3}}+{\frac {4}{5}}-{\frac {4}{7}}+{\frac {4}{9}}-{\frac {4}{11}}\cdots \!=4\sum _{k=0}^{\infty }{\frac {(-1)^{k}}{2k+1}}.}

### Formulation algébrique du problème et irrationalité deπ

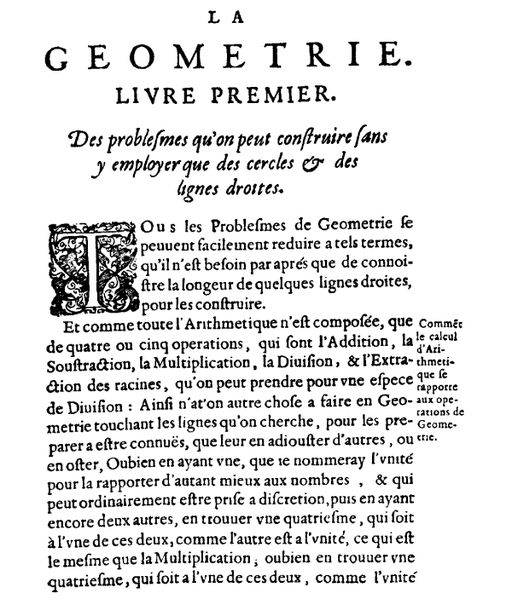
Dès le prologue de sa Géométrie, Descartes expose le programme de la géométrie « analytique ».

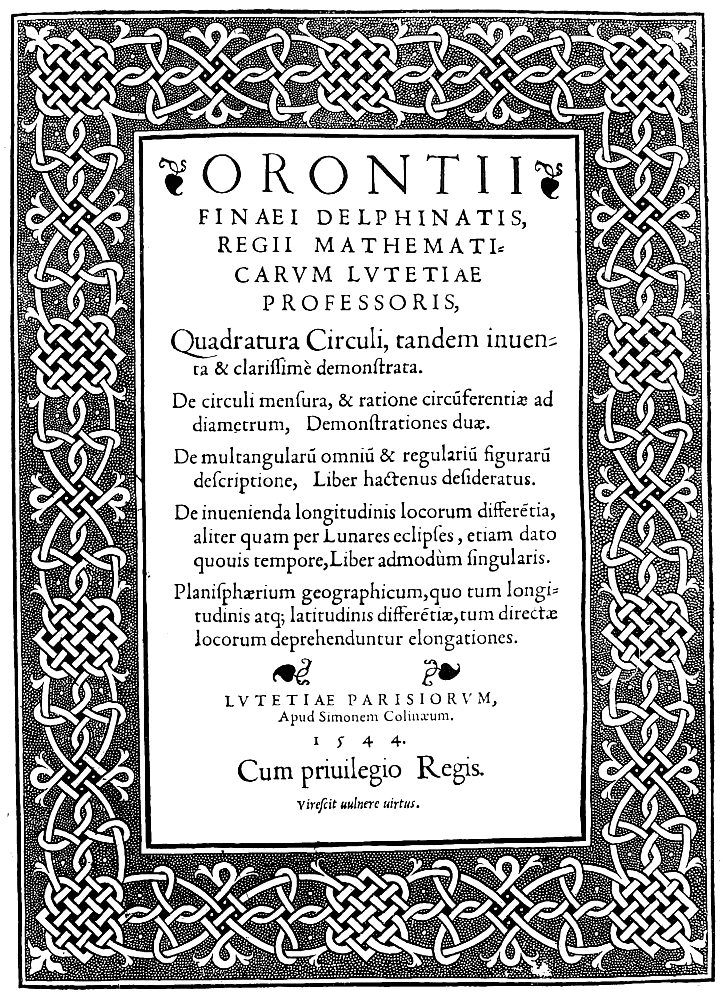
Oronce Finé, Quadratura circuli, 1544.

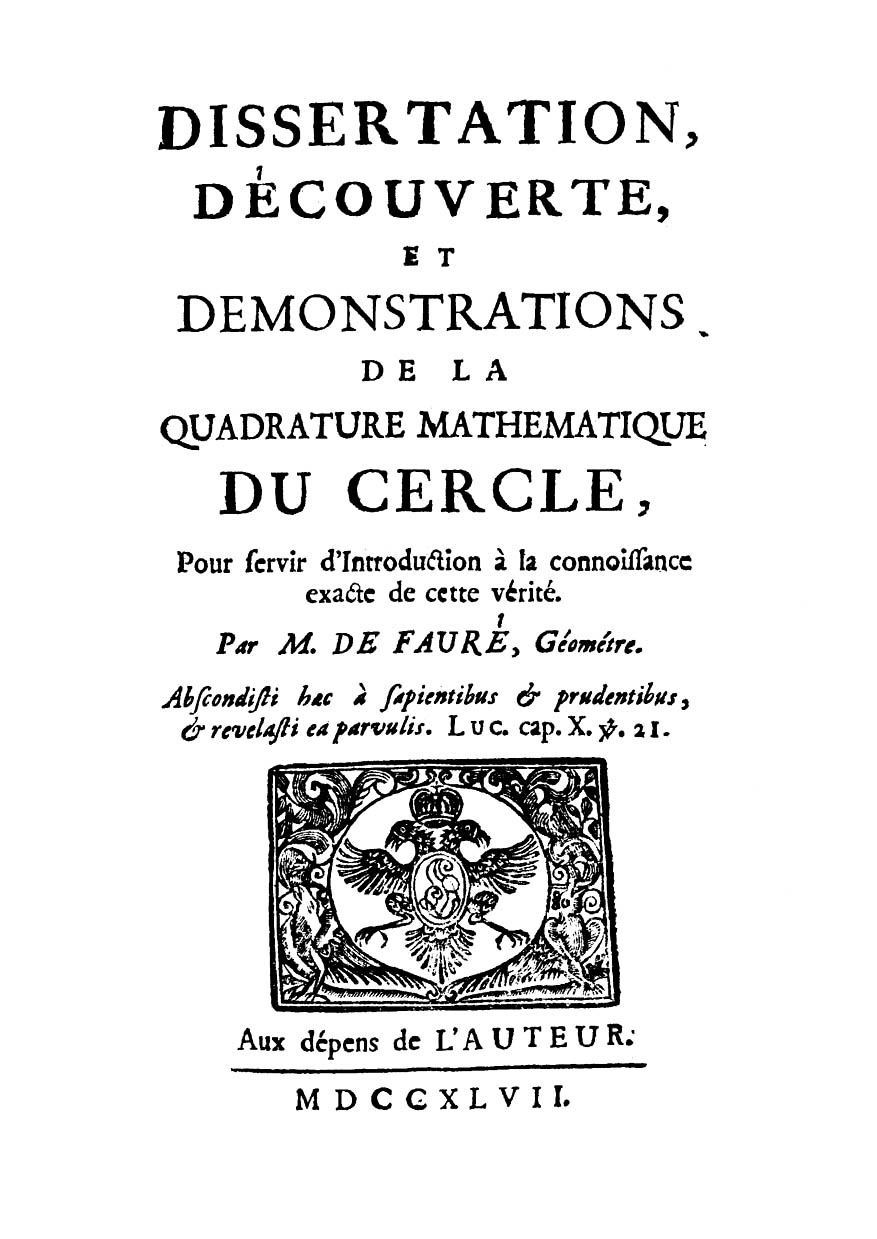
J. P. de Faurè, Dissertation, découverte, et demonstrations de la quadrature mathematique du cercle, Pour servir d'Introduction à la connoissance exacte de cette vérité, 1747.

Pour résoudre la quadrature du cercle, il fallait d'une part traduire la notion de « constructibilité géométrique » en une propriété algébrique, et d'autre part approfondir la compréhension que l'on avait des propriétés du nombre π.
Toute construction à la règle et au compas s'appuie sur un nombre fini de points donnés et consiste à construire en un nombre fini d'étapes de nouveaux points par intersection de deux droites, de deux cercles, ou d'une droite et d'un cercle. La traduction de ce procédé en langage algébrique s'opère par l'emploi d'un systèmes de coordonnées, qui est l'idée fondamentale de la géométrie analytique imaginée au XVIIe siècle par Pierre de Fermat et René Descartes. Avec un tel système, il est possible de raisonner sur les droites et cercles par leurs équations : les points d'intersection à construire deviennent les solutions d'équations algébriques à calculer. On trouve ainsi que les segments exactement constructibles à la règle et au compas ne sont autres que les nombres obtenus à partir de l'unité par un nombre fini d’opérations arithmétiques (addition, soustraction, multiplication et division) et d'extractions de racines carrées. En particulier, un tel nombre est algébrique, c'est-à-dire solution d'une équation algébrique de degré arbitraire à coefficients rationnels. Les nombres non algébriques sont dits transcendants et ne sont pas constructibles.
Le principe des recherches ultérieures sur le nombre π est contenu dans l'Introductio in analysin infinitorum de Leonhard Euler (1748). On y trouve la célèbre formule : 
{\displaystyle {\rm {e}}^{{\rm {i}}\,z}=\cos z+{\rm {i}}\sin z}
qui, pour la première fois, relie les lignes trigonométriques à la fonction exponentielle et fournit par là même quelques nouveaux développements en fraction continue et en série de π et du nombre e.
Le Suisse Jean-Henri Lambert sut prolonger ce travail pionnier pour démontrer dès 1761, par le calcul de nouveaux développements en fraction continue généralisée, que π est irrationnel, c'est-à-dire que — comme e — il n'est pas une fraction exacte de nombres entiers. Il publia un résumé de vulgarisation à l'intention des « quadrateurs ». Dans la 4e édition (1806) de sa Géométrie, Adrien-Marie Legendre donna une nouvelle « preuve » de l'irrationalité de π — plus lisible mais incomplète — et « démontra » par la même occasion celle de π2.
C'est en 1837 que Pierre-Laurent Wantzel démontre un théorème qui permet d'exhiber la forme des équations dont sont solutions les nombres constructibles à la règle et au compas : les nombres constructibles sont les rationnels et les racines de certains polynômes de degré 2n à coefficients entiers (plus précisément les éléments d'une tour d'extensions quadratiques) ; les nombres constructibles sont des cas particuliers dans l’ensemble des nombres algébriques (qui sont les racines de polynômes de degré fini quelconque à coefficients entiers).
La conjecture de la transcendance de π, examinée par Euler, Lambert et Legendre, restait un problème ouvert. Jusqu'au milieu du XIXe siècle, on ignorait d'ailleurs s'il existait des nombres transcendants. La preuve de leur existence fut apportée en 1844 par Joseph Liouville par la construction explicite de nombres transcendants particuliers, les nombres de Liouville.

### Preuve de l'impossibilité d'une quadrature exacte
Ferdinand von Lindemann parvint finalement à démontrer en 1882 que π n'est pas algébrique, autrement dit qu'il est transcendant ; qu'en conséquence, on ne peut construire à la règle et au compas un segment de longueur π et donc, que la quadrature du cercle est impossible.
Lindemann s'appuya pour cela sur un résultat du mathématicien français Charles Hermite. Ce dernier avait démontré en 1873 que le nombre e est transcendant. Le théorème de Lindemann-Weierstrass généralise ce résultat de la façon suivante :
quels que soient les r réels z1 , ... , zr algébriques et distincts et quels que soient les réels algébriques n1 , ... , nr, l'équation 
{\displaystyle \sum _{i=1}^{r}n_{i}{\rm {e}}^{z_{i}}=0}
implique que tous les ni soient nuls. En particulier, pour tout nombre algébrique z non nul, ez n'est pas un nombre rationnel.
Fort de ce lemme, Lindemann put, grâce à l’identité d'Euler eiπ + 1 = 0, démontrer par l'absurde que π ne pouvait être algébrique ; ce qui revient à dire que π est transcendant.
La démonstration de Lindemann de la transcendance de π a ensuite été simplifiée de différentes façons, comme sous la forme donnée par David Hilbert en 1893.

## Un problème fameux
Peu de problèmes ont autant débordé le champ des mathématiques que la quadrature du cercle. C'est l'une des raisons pour lesquelles il a fasciné tant d'amateurs, dont certains ont même cru qu'ils l'avaient résolu.
Le plus ancien témoignage relatif à l'existence d'un « quadrateur » est donné par une comédie d'Aristophane, Les Oiseaux, où l'on voit l'arpenteur Méton, chargé de borner l'emprise d'une nouvelle colonie, aux prises avec les outils dont il dispose pour « mettre un cercle au carré ». Même si son problème n'est pas exactement celui de la quadrature d'un cercle, mais plutôt le tracé de deux avenues perpendiculaires, l'expression du dramaturge fait clairement allusion à la célèbre énigme de la quadrature.
Les historiens de la géométrie Montucla, Lambert et de Morgan témoignent de la multiplication des recherches d'amateurs à partir du XVIIIe et du XIXe siècle. Dans leurs monographies, s’appuyant tantôt sur une construction mécanique, numérique ou une formule d’encadrement, les chercheurs prétendent qu’ils résolvent « exactement » le problème. Les communications sur ce sujet parvenaient en si grand nombre aux sociétés savantes que l’Académie des sciences de Paris décida dès 1775 de ne plus expertiser désormais ce genre de travaux, :

« L’Académie a pris, cette année, la résolution de ne plus examiner aucune solution des problèmes de la duplication du cube, de la trisection de l'angle ou de la quadrature du cercle, ni aucune machine annoncée comme un mouvement perpétuel. »

Même la démonstration d'impossibilité de Lindemann fut loin de mettre un terme à la profusion de prétendues solutions au problème. Plus récemment, ces tentatives toutes plus vaines les unes que les autres ont alimenté les rubriques de récréations mathématiques.
Une des causes de l’attrait que ce problème exerce sur les amateurs tient à la fois à la simplicité de son énoncé (des connaissances élémentaires de géométrie suffisent à le comprendre) et à l’échec des géomètres reconnus, qui a entouré la solution de la quadrature du cercle d'un halo de mystère.
Un autre motif, et non des moindres, pour la recherche d'une quadrature du cercle, était l'idée fort commune qu'une grande récompense serait offerte au solutionniste – idée fantaisiste, née peut être de la croyance que la quadrature était la clef au problème de la détermination des longitudes en mer, qui faisait effectivement l'objet de prix scientifiques. Cette légende d'une récompense officielle était si tenace qu'encore en 1891, une encyclopédie allemande populaire, le Meyers Konversations-Lexikon confiait à ses lecteurs que « Charles Quint avait promis au vainqueur un prix de 100 000 thalers et les États Généraux de Hollande une somme encore plus prodigieuse. »
Parmi les amateurs les plus illustres qui se sont risqués à avancer une solution à cette énigme mathématique, on peut citer le père de la chronologie moderne, Joseph Juste Scaliger, et le philosophe anglais Thomas Hobbes. La solution (approchée) publiée en 1665 par ce dernier dans son traité De corpore a été citée la même année par John Wallis. Par la suite une querelle s'éleva entre les deux hommes, qui ne s'acheva qu'avec la mort de Hobbes en 1679.
Lambert se fait l'écho de trois quadratures du cercle donnant pour π une fraction. Ces quadratures, publiées au milieu du XVIIIe siècle, concluent que le rapport du diamètre du cercle au côté du carré de même surface est de 35⁄31, ce qui correspond pour π à l'approximation :
{\displaystyle \pi \approx {\frac {3844}{1225}}=3{,}1379\dots .}
Le poète Lessing a dédié un poème : Auf den Herrn M** den Erfinder der Quadratur des Zirkels à l'un des trois auteurs, le prédicateur Merkel de Ravensbourg.
La quadrature du cercle proposée par le médecin américain Edward J. Goodwin a paru en 1894 dans le premier cahier de l’American Mathematical Monthly, mais seulement sous forme de lettre à l’éditeur. La communication est contradictoire et selon la façon dont on la lit, on en déduit différentes valeurs pour π. Cette communication fut néanmoins le point de départ du projet de loi Pi de l'Indiana, mis au vote en 1897 par le Parlement de l'État d'Indiana, qui consistait à imposer les formules de Goodwin comme valeur officielle de π.
L'association La Quadrature du Net a repris dans son nom ce problème. Il est en effet selon elle « impossible de contrôler efficacement la circulation de l'information à l'ère du numérique en appliquant les logiques de régulation actuelles sans porter atteinte aux libertés publiques, ni freiner le développement économique, social et culturel. »

## Constructions approchées

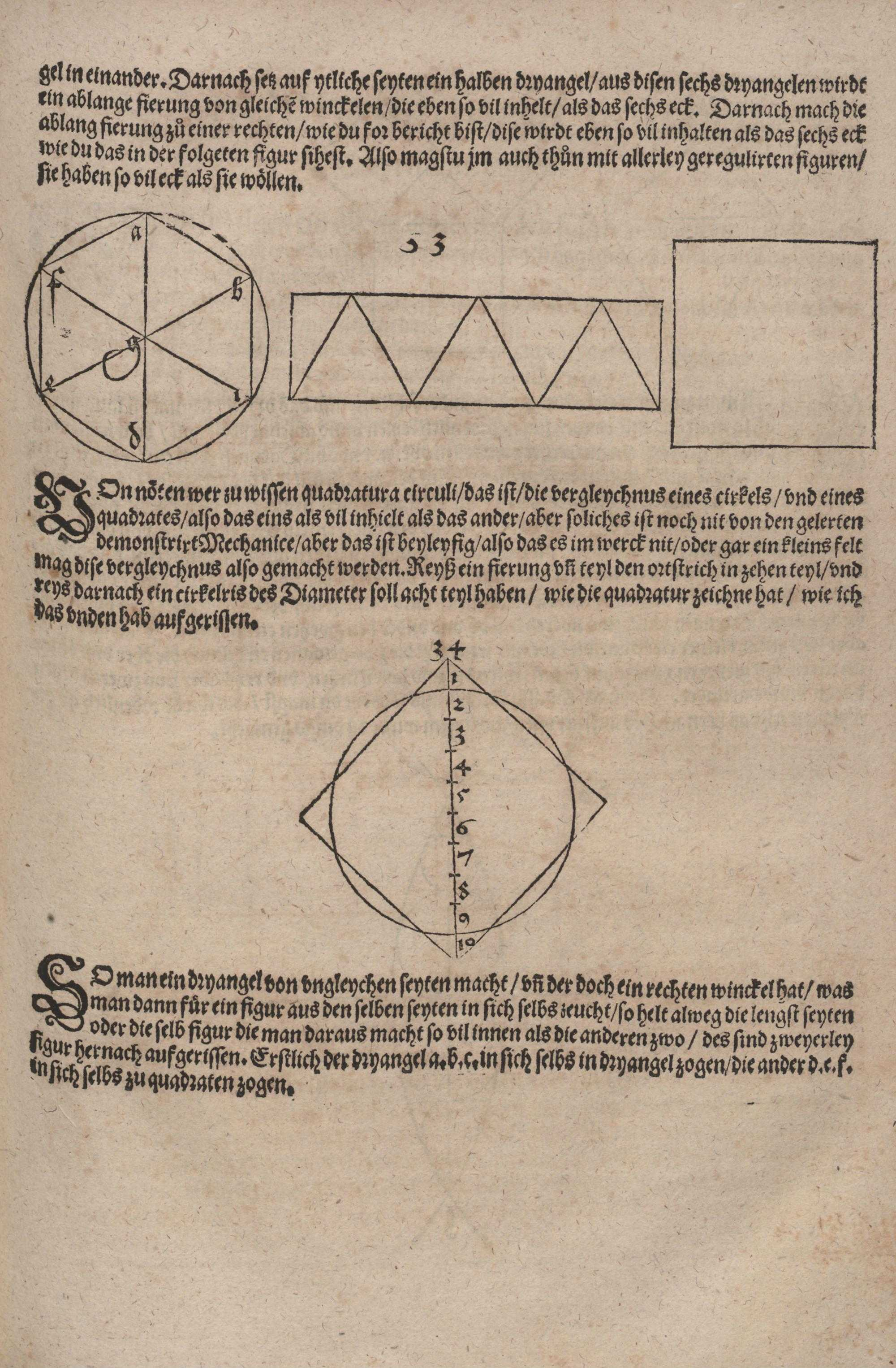
La méthode babylonienne selon Dürer (1525).

L'approximation de Kochański (1685).

Quoique la construction exacte à la règle et au compas soit impossible, il existe plusieurs constructions approchées du carré équivalent, qui sont suffisamment précises pour rendre quelques services en pratique. Des méthodes simples, connues depuis l'Antiquité, donnent pour le rapport du diamètre au côté du carré équivalent une fraction simple. Outre la fraction proposée par le papyrus Rhind (diamètre de longueur 9 et carré équivalent de côté 8) , on connaissait également l'équivalence approchée du cercle de diamètre 8 et du carré de diagonale 10. Cette construction, qui se trouve sur les tablettes babyloniennes et jusque sous le calame de l'architecte romain Vitruve correspond à une valeur de 3 + 1⁄8 pour π. Albrecht Dürer, qui se proposait de donner des techniques de dessin pratiques, reprend en 1525 cette construction dans son traité Underweysung der messung mit dem zirckel und richtscheyt. Dürer est d'ailleurs bien conscient qu'il ne s'agit là que d'une approximation : il écrit en effet qu'il n'existe pas de solution exacte.

« Il est nécessaire de connaître la Quadratura circuli, c'est-à-dire la comparaison d'un cercle à un carré, l'un et l'autre devant avoir même contenu. Mais une telle chose n'a pas encore été démontrée par les érudits. La résolution en peut être expédiée mechanice, sans cependant que cela se voie trop dans les ouvrages, si on procède de façon approchée comme suit. Dessine un quadrilatère et divise sa diagonale en dix parties. Trace ensuite un cercle dont le diamètre comporte huit de ces parties, dont la quadrature en comporte dix, ainsi que je l'ai représenté ci-dessous. »

— Albrecht Dürer, Underweysung der messung mit dem zirckel und richtscheyt
Une construction approchée classique est celle du géomètre polonais Adam Adamandy Kochański (pl) (1685). Cette construction repose sur la rectification du demi-cercle que Kochanski opère par approximations successives : à partir d'un rayon donné r, il construit un segment de longueur très voisine de r × π. La quadrature s'en déduit grâce aux relations métriques dans le triangle rectangle. Kochański obtient ainsi quatre décimales exactes du nombre π :
{\displaystyle \pi \approx {\sqrt {{\frac {40}{3}}-2{\sqrt {3}}}}=3{,}141533\dots }
En 1913, le mathématicien indien S. A. Ramanujan publia une construction étonnante, qui repose sur la valeur approchée 
{\displaystyle \pi \approx {\frac {355}{113}}=3{,}1415929\dots }
qui correspond à six décimales exactes et qui était connue en Europe depuis le XVIIe siècle, et en Chine depuis le Ve siècle. Ramanujan relevait qu'une telle précision correspondait, pour un cercle d'une surface de 140 000 miles carrés à une erreur de 1 pouce sur la longueur du côté du carré. Dans un article de l'année suivante, Ramanujan donna, outre d'autres valeurs approchées de π, une quadrature à la règle et au compas associée à la valeur 
{\displaystyle \pi \approx {\sqrt[{4}]{9^{2}+{\frac {19^{2}}{22}}}}=3{,}141592652\dots }, soit pour π huit décimales exactes.
Louis Loynes a proposé une méthode plus simple en 1961 : elle repose sur le fait que la surface du cercle circonscrit d'un triangle rectangle est égal au carré construit sur le côté de longueur intermédiaire, lorsque la tangente du petit angle, c'est-à-dire le rapport du petit et du moyen côté est de
{\displaystyle {\sqrt {{\frac {4}{\pi }}-1}}=0{,}5227232\dots }
ce qui est très voisin de la fraction 
{\displaystyle {\frac {23}{44}}=0{,}5227272\dots }.
Il s'en déduit une construction approchée très simple : il suffit de dessiner un triangle rectangle dont les côtés de l'angle droit sont dans le rapport 23:44. La valeur approchée de π correspondante 
{\displaystyle \pi \approx {\frac {7744}{2465}}=3{,}141582\dots }
est un peu meilleure que celle de Kochański.
En 2019 Hung Viet Chu donne une construction correcte à neuf décimales.

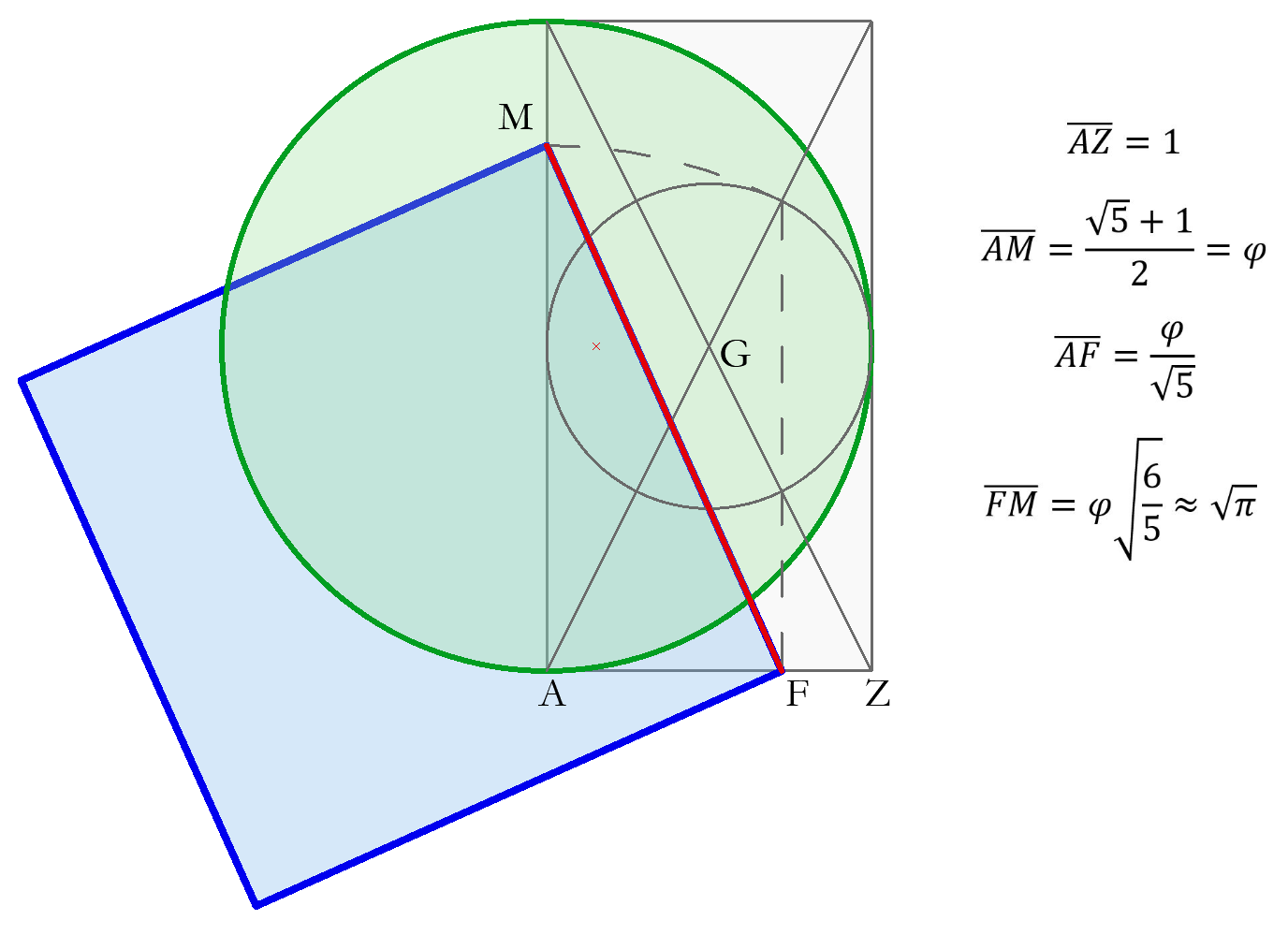
Construction géométrographique en 13 étapes (2022)

Néanmoins toutes ces constructions théoriques s'éloignent du problème originel qui prévoit une construction graphique physique "à la règle et au compas". Or la géométrographie démontre que la précision "théorique" des figures se dissout rapidement en fonction du nombre d'étapes de construction. En pratique, la précision réelle est donc intimement liée à un nombre réduit d'étapes de construction.
En 2022, Frédéric Beatrix propose une construction géométrographique en 13 étapes utilisant l'approximation par le "carré long" et le nombre d'or.
{\displaystyle \pi \approx {\frac {6\varphi ^{2}}{5}}={\frac {3}{5}}(3+{\sqrt {5}})=3,1416407\dots }

## Variantes

### La quadrature du cercle selon Tarski
Alfred Tarski énonça en 1925 le problème voisin suivant : découper un disque en un nombre quelconque de morceaux tels qu'en transformant ceux-ci par un déplacement pur (c'est-à-dire sans homothétie), ils recomposent un carré.
Miklós Laczkovich résolut ce problème en 1989 : il démontra qu'il était possible de découper un disque en un nombre fini de surfaces et de déplacer ces dernières pour qu'elles recouvrent exactement un carré. Il décompose le disque en 1050 surfaces. La démonstration s'appuie sur l’axiome du choix, que la plupart des mathématiciens admettent aujourd'hui, mais qui n'est cependant qu'un axiome. La démonstration est très voisine dans l'esprit de celle du paradoxe de Banach-Tarski.
Et si Laczkovich a pu démontrer (en admettant l'axiome du choix) qu'un tel découpage existe, il ne l'a pas construit explicitement.